# Prunus laxiflora
Prunus laxiflora är en rosväxtart som beskrevs av Emil Bernhard Koehne. Prunus laxiflora ingår i släktet prunusar, och familjen rosväxter. Inga underarter finns listade i Catalogue of Life.